# Super Seria 2006: Mohegan Sun
Super Seria 2006: Mohegan Sun Grand Prix – indywidualne, drugie w 2006 r. zawody siłaczy z cyklu Super Serii.
Data: 1 czerwca 2006

Miejsce: Mohegan Sun Casino & Resort, Uncasville (stan Connecticut)  Stany Zjednoczone

WYNIKI ZAWODÓW:
| Miejsce | Zawodnik             | Kraj              | Punkty            |
| ------- | -------------------- | ----------------- | ----------------- |
| 1.      | Mariusz Pudzianowski | Polska            | 80,5              |
| 2.      | Jesse Marunde        | Stany Zjednoczone | 60,5              |
| 3.      | Josh Thigpen         | Stany Zjednoczone | 59                |
| 4.      | Terry Hollands       | Anglia            | 55                |
| 5.      | Kevin Nee            | Stany Zjednoczone | 53                |
| 6.      | Karl Gillingham      | Stany Zjednoczone | 50                |
| 7.      | Hugo Girard          | Kanada            | 44 (kontuzjowany) |
| 8.      | Dave Ostlund         | Stany Zjednoczone | 38                |
| 9.      | Odd Haugen           | Norwegia          | 37                |
| 10.     | Mark Philippi        | Stany Zjednoczone | 25,5              |
| 11.     | Svend Karlsen        | Norwegia          | 12,5              |
| 12.     | Dominic Filiou       | Kanada            | 7                 |
| 13.     | Janne Virtanen       | Finlandia         | 6                 |
| 14.     | Magnus Samuelsson    | Szwecja           | 0 (kontuzjowany)  |

Czterech najlepszych zawodników zakwalifikowało się do indywidualnych Mistrzostw Świata Strongman 2006.